# تيمو بول
تيمو بول (بالألمانية: Timo Boll) هو لاعب تنس طاولة ألماني محترف، ولد في 8 مارس 1981 في مدينة إرباخ إم أودنفالد، في ولاية هيسن الألمانية. ويعد من أهم وأشهر لاعبي تنس الطاولة في تاريخ ألمانيا وأوروبا حيث فاز ببطولة العالم مرتين أعوام 2002 و2005 وحصل على لقب بطل العالم وبطل أوروبا، كما تم ترشيحه للقب أفضل رياضي في ألمانيا عدة مرات.

## مواجهته ضد الروبوت
واجه تيمو بول أسرع روبوت في العالم «أجيليس» في مباراة نظمتها شركة الروبوتات الصناعية الألمانية «كوكا» ضمن حملة إطلاق مصنعها الضخم في مدينة شنغهاي الصينية والتي تبلغ مساحته 20.000 متر مربع.- واختبرت المباراة لاختبار كفاءة الروبوت الذي تصنعه الشركة الألمانية في مجاراة السلوك البشري. واستمرت المباراة لمدة تقل عن 4 دقائق، وشهدت في البداية تقدما للروبوت، ولكن ما لبث أن نجح تيمو بول في تعديل النتيجة والفوز بالشوط، واستطاع أن يهزم الروبوت 11-9. وفي نهاية المباراة، قالت الشركة الألمانية إن الروبوت أخفق في الرياضة، ولكنه ينجح في مهام أخرى كثيرة.